# Чежња (песма)
Чежња је песма југословенског и хрватског певача Вице Вукова са којом је представљао Југославију на Песми Евровизије 1965. године у Напуљу. Био је то други пут да Вуков представља Југославију на Евросонгу, пошто је две године раније у Лондону 1963. наступао са песмом Бродови.
Музику за песму компоновао је Јулио Марић, док је текст написао Жарко Роје. Песма је премијерно изведена на Југословенском националном финалу које је 6. фебруара одржано у тадашњем Радничком дому у Загребу. У такмичарском делу програма учествовало је 14 композиција, а одлуком чланова 5 регионалних жирија песма Чежња је проглашена најбољом са 16 освојених бодова, 7 бодова више од другопласиране композиције Први снијег коју је извела Габи Новак.
У финалу Песме Евровизије 1965. које је одржано 20. марта југословенски представник је наступио као претпоследњи 17, а оркестром је током наступа уживо дириговао маестро Радивој Спасић. Након гласања стручног жирија из свих земаља учесница Југославија је заузела 12. место са 2 освојена бода (по један бод од жирија Француске и Португалије).